# Áustria nos Jogos Olímpicos de Inverno de 1932
A Áustria mandou 7 competidores que disputaram cinco modalidades nos Jogos Olímpicos de Inverno de 1932, em Lake Placid, nos Estados Unidos. A delegação conquistou 2 medalhas no total, sendo uma de ouro, e uma de prata.